# Cassino Po
Cassino Po è una frazione del comune italiano di Broni.

## Storia
Originariamente nota come Cassino, assunse il suffisso Po nel 1864, per evitare confusioni con altre località omonime.
Costituì un comune autonomo fino al 1869.